# Ричард Форд (американски писател)
Ричард Форд (на английски: Richard Ford) е американски писател на произведения в жанра съвременен роман.

## Биография и творчество
Ричард Форд е роден на 16 февруари 1944 г. в Джаксън, Мисисипи, САЩ, в семейството на Една и Паркър Карол Форд. На 19 години работи известно време на строителството на железопътната линия Мисури-Тихи океан. През 1966 г. получава бакалавърска степен от Държавния университет в Мичиган, после м периода 1967–1968 г. учи право във Вашингтон, а след това творческо писане и през 1970 г. получава магистърска степен по изящни изкуства от Калифорнийския университет в Ървайн. В университета се запознава и през 1968 г. се жени за Кристина Хенсли, научен работник.
След дипломирането си работи като преподавател в гимназията във Флинт, започва работа във военноморския флот, но е освободен поради заполяване от хепатит. В периода 1974-1976 г. е преподавател в Университета на Мичиган в Ан Арбър, в периода 1978-1979 г. е асистент по английски език в Уилямс Колидж в Уилямстаун, а в периода 1979-1980 г. е преподавател в Принстънския университет. После се посвещава на писателската си кариера.
Първият му роман „A Piece of My Heart“ (Парче от сърцето ми) е публикуван през 1976 г.
Успехът му идва през 1986 г. с романа „The Sportswriter“ (Спортен писател) от поредицата „Франк Баскомб“. Критиката го характеризира към литературното течение „мръсен реализъм“, в което участват писателите Реймънд Карвър, Тобиас Волф, Ан Бийти, Фредерик Бартен, Лари Браун и Джейн Ан Филипс.
През 1990 г. по разказа му „Rock Springs“ е екранизиран филмът „Ангел на щастието“.
През 1994 г. преподава творческо писане в Харвардския университет.
Връх на творчеството му става романа „Independence Day“ (Денят на независимостта) от 1995 г. Той е удостоен с редица литературни награди, включително „Пулицър“ за художествена проза.
През 2013 г. е удостоен с медала „Андрю Карнеги“ за постижения в художествената литература и литературата за романа си „Канада“.
Ричард Форд живее със семейството си в Бутбей, Мейн.

## Произведения

### Самостоятелни романи
- A Piece of My Heart (1976)
- The Ultimate Good Luck (1981)
- Wildlife (1990)
- Canada (2012)

### Серия „Франк Баскомб“ (Frank Bascombe)
1. The Sportswriter (1986)
2. Independence Day (1995) – награда „Пулицър“
3. The Lay of the Land (2006)
4. Let Me Be Frank With You (2014)

### Сборници
- Rock Springs (1987)
- Women with Men (1997)
- A Multitude of Sins (2001)
- Vintage Ford (2004)

### Документалистика
- Between Them: Remembering My Parents (2017)

### Екранизации
- 1990 Ангел на щастието, Bright Angel